# منتخب كوريا الشمالية تحت 20 سنة لكرة القدم
منتخب كوريا الشمالية تحت 20 سنة لكرة القدم هو ممثل كوريا الشمالية الرسمي في المنافسات الدولية في كرة القدم في فئة كرة قدم تحت 20 سنة للرجال.